# Dunbekbabbelaar
De dunbekbabbelaar (Argya longirostris synoniem: Turdoides longirostris) is een zangvogel uit de familie Leiothrichidae. 

## Verspreiding en leefgebied
Deze soort komt voor in Nepal en in het noordoosten van India.

## Status
De grootte van de populatie is in 2016 geschat op 4200-8800 volwassen vogels. Het verspreidingsgebied is erg versnipperd en de soort gaat achteruit door habitatverlies. Op de Rode lijst van de IUCN heeft deze soort daarom de status kwetsbaar.